# زن و بازیچه او (فیلم ۱۹۲۰)
«زن و بازیچه او» (انگلیسی: The Woman and the Puppet (1920 film)) فیلمی در ژانر درام است که در سال ۱۹۲۰ منتشر شد.